# كامياما (ميه)
مدينة كامياما (بالإنجليزية: Kameyama)‏ هي أحد المدن التابعة لمحافظة ميه. تأسست رسميًا في 01/10/1954. ويقدر عدد سكانها بـ 50304 نسمة حسب تقدير مكتب الإحصاء الياباني لعام 2012. تبلغ مساحة كامياما 190.91 كم2. بكثافة سكانية تبلغ 263 نسمة/كم2.

## توأمة
لكامياما (ميه) اتفاقيات توأمة مع:
- غوسي